# Olvis Dabley
Olvis Dabley est une personnalité de la bande dessinée ivoirienne, connu comme directeur du festival Coco bulles d'Abidjan et fondateur du festival international de la satire d'Abidjan, deux événements qu'il organise via sa société Olvis Dabley Agency.

## Biographie
Dabley initie depuis 2001 des stands et autres activités spécifiques à la création africaine lors de certains festivals et rendez-vous culturels en Europe. 
Olvis Dabley est le promoteur de la toute première campagne pour l’unité nationale en Côte d’Ivoire  « 1000 Partis, 1 Nation », au lendemain du coup d’État militaire de décembre 1999, en partenariat avec et à l’initiative de l’association Tache d’Encre s’appuyant sur des supports dessinés. 
En 2010, retenu au sein de la Commission Nationale d’Organisation du Cinquantenaire de la Côte d’Ivoire, il initie et organise lors du colloque international de Yamoussoukro, l’exposition 50 ans d’indépendance, 50 caricatures d’ingérence, où les caricaturistes ivoiriens se penchent sur le bilan et les perspectives des 50 ans d’indépendance de leur pays. 
Avec le soutien de la ville de Genève, il publie en 2012 le tome 2 de l’ouvrage de caricatures et dessins de presse sur la crise ivoirienne Côte d’Ivoire, On va où là ?, après un premier tome paru en 2007 (Treize ans de crise politique). Ce tome 2 était présent à la neuvième édition du salon africain du livre de Genève dont il a inspiré le thème et où Dabley était invité d'honneur en avril 2012. 